# 劉彥澧
劉彥澧（1987年6月18日—），臺灣政治人物，屏東縣出生。中國國民黨籍，現任中華民國都市更新研究發展協會理事長，曾任臺中市政府研究發展考核委員會主任委員、《網路溫度計》總編輯、大數據股份有限公司董事。妻子為立委徐巧芯。

## 早年
高中就讀高雄市立高雄高級中學時參加辯論社，後考上國立政治大學財管系，大學期間更是熱衷於辯論活動，過度以社團活動為重心而荒廢課業以致大四時被退學；而後憑藉同等學歷報考資格進入東吳大學企管碩士班就讀，在研究所期間亦組隊參加中國時報集團辯論賽、奪得冠軍。後來曾任新北市私立崇光女子高級中學辯論社、政治大學演辯社指導老師或辯論比賽評審，出社會後也曾應邀至澳大利亚參加辯論比賽。

## 從政
劉彥澧曾為朱立倫團隊成員，2014年認識了徐巧芯，交往一年後決定在2018年結婚。
2021年10月，中國國民黨主席朱立倫公佈黨內人事布局，原訂讓劉彥澧任「革命實踐研究院專門委員兼義務職副院長」，並擔任議題小組召集人，劉彥澧在邀約隔天回絕此人事案。
2022年12月，獲臺中市市長盧秀燕聘任為臺中市政府研究發展考核委員會主任委員，後於2025年2月因於上班請假參與德州撲克賽事風波而請辭獲准。

## 爭議

### 違規停車
2022年5月，與妻子徐巧芯出外用餐，將車子違規停在紅線，過程中徐巧芯疑似對員警施壓，此事經員警在個人社交平台爆料，引起軒然大波。

### 疑似在上班時間外出打牌
媒體人溫朗東在2025年2月爆料，劉彥澧在上班日打德州撲克，質疑劉有沒有請假，該場合是不是賭場？劉彥澧在隔天回應，自己參加的是「CTP Club華人德州撲克競技台灣百萬大賽」，有依規定辦理請假，後於晚間請辭臺中市研考會主委獲准。對此，徐巧芯表示公務人員出入相關場所社會觀感不佳。

### 造謠賴清德接見德州撲克競技社團
劉彥澧因在上班日打德州撲克一事接受媒體訪問時，拿出照片表示總統賴清德2024年曾在總統府接見華人德州撲克競技社團，而且比出「All in」手勢與社團成員合影，照片裡還有新北市立委蘇巧慧以及民進黨發言人吳崢。實際上，照片裡的社團是民進黨新北市黨部「信賴之友會」。

### 疑似出入職業賭場
針對上班打牌風波，溫朗東加碼爆料，劉彥澧經常出入位於永和的職業賭場，而且賭注金額不小。

## 個人生活
劉彥澧原本叫「劉繼勛」，後改為現名。劉彥澧雙親為台南人，父親為現任屏東基督教醫院醫務副院長劉思源，國防醫學院出身；母親為護理老師；姊姊劉向婕（舊名：劉繼媛、劉子婕），緯泰創意行銷負責人；姊夫杜秉澄（舊名：杜澄柏、杜秉橙）澄柏國際礦業負責人，兩人涉嫌協助詐騙集團洗錢於2025年分別被判10年和15年有期徒刑。2018年與時任臺北市議員徐巧芯結婚。